# 原為一
原 為一（はら ためいち、1900年（明治33年）10月16日 - 1980年（昭和55年）10月10日）は、日本の海軍軍人。最終階級は海軍大佐。

## 経歴
香川県出身。高松中学校を経て、1921年（大正10年）7月、海軍兵学校（49期）を卒業。翌年5月に海軍少尉任官。海軍水雷学校高等科を卒業し、駆逐艦「秋風」「吹雪」「韓崎」の各水雷長、水雷学校教官などを経て、1933年（昭和8年）11月、海軍少佐に進級。駆逐艦「夕凪」「長月」「綾波」艦長などを歴任し、太平洋戦争を駆逐艦「天津風」艦長として迎えた。
第二十七駆逐隊司令を経て、1943年（昭和18年）5月に海軍大佐となった。水雷学校教官、兼川棚警備隊司令を歴任し、1944年（昭和19年）12月に第二水雷戦隊旗艦軽巡洋艦「矢矧」艦長に就任。1945年（昭和20年）4月6日、天一号作戦に参加し戦艦「大和」及び第二水雷戦隊所属の駆逐艦8隻と共に沖縄へ出撃した。4月7日に坊ノ岬沖海戦でアメリカ海軍第58任務部隊の空襲により矢矧は撃沈されたが、同艦座乗の第二水雷戦隊司令官古村啓蔵少将と共に生還した。その後は川棚突撃隊（震洋）司令を経て、第31突撃隊司令として終戦を迎え、同年11月、予備役に編入された。
1947年（昭和22年）11月28日、公職追放の仮指定を受けた。

## 著書
- 『帝國海軍の最後 - 矢矧艦長の実戦記録』河出書房、1955年。
  - 英訳書：Hara, Tameichi (1961). Japanese Destroyer Captain. New York & Toronto: Ballantine Books. ISBN 0-345-27894-1.
- 『帝國海軍の最後』河出書房新社、1962年。復刻新版2011年、秦郁彦解説／河出文庫、2025年7月

## メディア
- 「よみがえる戦争の記憶」（テレビ朝日 2009年6月14日）